# مقاطعة غوذري (آيوا)
مقاطعة غوذري (بالإنجليزية: Guthrie County)‏ هي إحدى مقاطعات ولاية آيوا في الولايات المتحدة الأمريكية.